# The Motels
The Motels — группа Новой волны из Лос-Анджелеса, самыми известными хитами которой являются композиции «Only the Lonely» и «Suddenly Last Summer».

## История
The Motels были одним из наиболее популярных коллективов нововолновой сцены Лос- Анджелеса, во многом благодаря незаурядности солистки группы Марты Дэвис.Она сформировала группу The Warfield Foxes в Беркли, Калифорния, пригласив гитариста Дина Чемберлена и бас-гитариста Ричарда Д’Андреа. Название сменили на «The Motels», когда музыканты перебрались в Лос-Анджелес. Несмотря на интерес со стороны лейблов звукозаписи, группа распалась в 1976, пройдя через бесконечные изменения составов.
Дэвис вскоре собрала новый состав The Motels с гитаристом Джеффом Жураром, его братом Марти, саксофонистом и клавишником; бас-гитаристом Майклом Гудроу и барабанщиком Брайаном Гласкоком. Новая группа подписала контракт со эвукозаписывающей фирмой «Кэпитол» и выпустила первую долгоиграющую пластинку, содержащую умеренный хит-сингл, балладу «Total Control».
После очередной смены участников The Motels записали в 1980 второй альбом —Careful, а затем и третий —Apocalypso, который фирма звукозаписи отказалась выпускать,сочтя его слишком мрачным и странным. (Этот «потерянный» альбом увидел свет 30 лет спустя). В переработанном виде с участием сессионных музыкантов и под другим названием —All Four One — он вышел в 1982 году и в конечном итоге был сертифицирован как «золотой», не в последнюю очередь благодаря меланхоличной, слегка старомодной романтической балладе «Only the Lonely» (номер 9 в чарте «Биллборд»). Ностальгическая композиция «Suddenly Last Summer» из следующего альбома —Little Robbers — также оказалась на девятом месте того же чарта годом позже; сингл «Shame» вошел в топ-40 «Биллборда».
Джорджио Мородер предложил первоначально именно Марте Дэвис записать демо-версию своей знаменитой впоследствии песни Take My Breath Away. Этот вариант композиции можно услышать на альбоме The Motels Anthologyland. В конце концов песня была отдана композитором группе Berlin..
также песни можно встретить в фильмах, сериалах и играх как: Полиция Майами, Мерлоуз-Плейс, GTA Vice City Stories, Баффи, Симпсоны, Южный Парк, Твин Пикс, Бойцовский Клуб 2, Зачарованные и Люди Икс 2.

## Дискография

### Студийные альбомы
1. Anticpating
2. Kix
3. Total Control
4. Love Don't Help
5. Closets and Bullets
6. Atomic Cafe
7. Celia
8. Porn Reggae
9. Dressing Up
10. Counting

1. Danger
2. Envy
3. Careful
4. Bonjour Baby
5. Party Professionals
6. Days Are O.K. (But The Nights Are Made For Love)
7. Cry Baby
8. Whose Problem?
9. People, Places and Things
10. Slow Town

1. Mission of Mercy
2. Take the L
3. Only the Lonely
4. Art Fails
5. Change My Mind
6. So L.A
7. Tragic Surf
8. Apocalypso
9. He Hit Me (and It Felt Like a Kiss)
10. Forever Mine

1. Where Do We Go from Here (Nothing Sacred)
2. Suddenly Last Summer
3. Isle of You
4. Trust Me
5. Monday Shut Down
6. Remember the Nights
7. Little Robbers
8. Into the Heartland
9. Tables Turned
10. Footsteps

1. Shock
2. Shame
3. Hungry
4. Annie Told Me
5. Icy Red
6. New York Times
7. State of the Heart
8. My Love Stops Here
9. Cries and Whispers
10. Night by Night

1. Doesn’t Really Matter
2. Last Of The Bohemians
3. Sleep
4. All The Rage
5. I’m Better Now
6. Everything Is Perfect
7. Now I’m Here
8. Where Oh Where
9. Let It Go
10. Nothing
11. The Day That Won’t Go Away

1. Art Fails
2. Tragic Surf
3. Only The Lonely
4. Schneekin'
5. So L.A.
6. Apocalypso
7. Mission Of Mercy
8. Lost But Not Forgotten
9. Who Could Resist That Face
10. Sweet Destiny

1. Punchline
2. As Long As
3. Lucky Stars
4. Look at Me
5. Machine
6. Light Me Up
7. Tipping Point
8. Imposters
9. Criminal
10. Nobody
11. The Last Few Beautiful Days

### Сборники
- No Reservations — The Best of The Motels (1988)
- No Vacancy (1991)
- Anthologyland (2001)
- Classic Masters (2002)
- The Best Of The Motels (2003)
- The Motels Essential Collection (2005)

### Синглы
- «Closets and Bullets» (1979)
- «Total Control» (1979) No. 109 U.S. Hot 100, No.19 хит-парада Франции
- «Anticipating» (1980) No.42 хит-парада Великобритании[6]
- «Danger» (1980) No.15 хит-парада Франции
- «Whose Problem?» (1980)
- «Days Are OK» (1981) No.41 хит-парада Великобритании[6]
- «Mission of Mercy» (1982)
- «Only The Lonely» (1982) No.9 U.S. Hot 100
- «Take The L» (1982) No.52 U.S. Hot 100
- «Forever Mine» (1982) No.60 U.S. Hot 100
- «Art Fails» (1983)
- «Suddenly Last Summer» (1983) No.9 U.S. Hot 100
- «Remember the Nights» No.36 U.S. Hot 100
- «Little Robbers» (1983)
- «Footsteps» (1984)
- «In the Jungle» (1984)
- «Shame» (1985) No.21 U.S. Hot 100
- «Shock» (1985) No.84 U.S. Hot 100
- «Icy Red» (1986)
- «Love and Affection» (1986) (Марта Дэвис и Слай Стоун)
- «We’ve Never Danced» (1987)
- «Don’t Tell Me the Time» (1987) No.80 U.S. Hot 100
- «Tell It to the Moon» (1988)
- «Just Like You» (1988)
- «Don’t Ask Out Loud» (1988)
- «What Money Might Buy» (1988)